# 기능 테스트
기능 테스트(Functional testing)는 품질 보증 프로세스의 한 과정이며, 테스트 대상 컴포넌트의 명세로부터 도출된 테스트 케이스에 기반하여 수행되는 블랙박스 테스트 기법의 일종이다. 프로그램에 입력을 주고, 그에 해당하는 출력을 조사함으로써 테스트를 수행하게 된다. 이 때 프로그램의 내부 구조에는 거의 관심을 가지지 않는다. (이러한 점이 화이트박스 테스트와 다른 점이다.) 기능 테스트는 대부분의 경우 해당 시스템이 무엇을 하는지를 기술한다.
기능 테스트는 시스템 검사와는 차이가 있다. 기능 테스트는 "설계 문서와 사양서에 기술된대로 프로그램이 동작하는지 검증(verification)하는 것"인데 반해, 시스템 검사는 "사용자 요구사항 혹은 시스템 요구사항에 맞게 프로그램이 동작하는지 확인(validation)하는 것"이다. (Kaner, Falk, Nguyen 1999, p. 52)